# Murène tachetée
Gymnothorax moringa
Espèce
La Murène tachetée (Gymnothorax moringa) est une espèce de poissons de la famille des murènes.